# FERRMED
FERRMED ist eine Vereinigung von europäischen Wirtschaftsunternehmen und -institutionen, die als Lobby versucht, den Schienengüterverkehr zwischen Skandinavien und den westlichen Mittelmeerländern zu fördern. Dabei ist es ein wesentliches Ziel, durch die Festlegung einheitlicher Standards den grenzüberschreitenden Verkehr in Europa zu vereinfachen und zu beschleunigen. Räumlich sollen die größten Wirtschaftsmetropolen mit den See- und Flughäfen sowie ihrem Hinterland verbunden werden. FERRMED wurde am 5. August 2004 in Brüssel als gemeinnützige Gesellschaft gegründet und hat über 150 Mitglieder.

## FERRMED-Standards
Um den Schienengüterverkehr auf den europäischen Magistralen effizienter zu gestalten, werden folgende Ziele verfolgt:
- Die Hauptstrecken sollen normalspurig, zweigleisig und elektrifiziert (möglichst mit einer Spannung von 25 kV) sowie für eine Radsatzlast von 22,5 bis 25 Tonnen ausgelegt sein.
- Sie sollen dem UIC-Lichtraumprofil entsprechen und eine maximale Steigung von 12 ‰ aufweisen.
- Als Signalisationssystem wird ERTMS favorisiert.
- Die Ausrüstung der Strecken und der Überholgleise sollen Zuglängen von 1500 m ermöglichen.
- Als Zuggewicht werden 3600 bis 5000 Tonnen angestrebt.

## FERRMED-Achse
Die „Große FERRMED-Achse“ verläuft von Stockholm über Kopenhagen, (Fehmarnsundbrücke) Hamburg, Duisburg, Koblenz (ab hier Abzweigung der westlichen Hauptstrecke), Luxemburg, Metz, Lyon, (Marseille), Barcelona, entlang der westlichen Mittelmeerküste bis Algeciras. In Koblenz zweigt die östliche Hauptstrecke über die Rheintalbahn und den Lötschbergtunnel nach Mailand und weiter nach Genua ab. Von den Knotenpunkten der beiden Hauptäste bestehen zahlreiche Anschlussstrecken zu weiteren wichtigen Zentren (z. B. in Russland, Norwegen, Großbritannien, Portugal und Marokko).

## Mitglieder
Die Mitglieder von FERRMED sind vorwiegend die potentiellen Nutzer wie Seehäfen und Speditionen. Ein weiterer großer Anteil stellen Handelskammern aus Frankreich und Spanien sowie die Schienenfahrzeugindustrie. Dagegen sind Eisenbahnverkehrsunternehmen kaum vertreten.